# 尾形充弘
尾形 充弘（おがた みつひろ、1947年9月27日 - ）は、日本中央競馬会(JRA)美浦トレーニングセンターに所属していた元調教師。大阪府出身、JRA通算800勝。主な管理馬にGI競走で4勝を挙げたグラスワンダーがいる。2010年～2012年日本調教師会々長。祖父は調教師顕彰者の尾形藤吉、父・盛次もメジロティターン等を管理した調教師である。

## 略歴
競馬一家の出身であったが、「尾形藤吉の孫」という重圧の中で仕事をすることを嫌い、大学卒業後はコンピューター関係の企業に入社。営業職兼システムエンジニアとして勤務していたが、26歳の時に周囲から改めて競馬界入りを勧められて退社。イギリスでの1年7ヶ月間の留学を経て、1975年に尾形藤吉厩舎に入門し、調教助手となった。1981年には藤吉の死去に伴って父・盛次の厩舎に移った後、1982年に調教師免許を取得。同年11月にラッキータウロで東京障害特別（秋）を制し、開業初年度に重賞勝利を挙げる。1983年には19勝を挙げて関東の優秀調教師賞を受賞するなど早くから頭角を現し、同じ年にはヨロズハピネスで金杯（東）を制して平地重賞初勝利も挙げている。1989年秋にはメジロマスキットで中山大障害も制覇し、以後も安定した成績を保った。長らく平地GI制覇に恵まれなかったが、1997年12月にグラスワンダーが朝日杯3歳ステークスを制覇。祖父・藤吉から三代に渡るGI級競走制覇も達成し、同馬は「史上最強世代」とも評された1995年誕生世代において中心馬の1頭として活躍し、他に有馬記念2連覇と宝塚記念制覇でグランプリ3連覇を成し遂げた。1994年からは日本調教師会副会長及び関東本部長を兼任し、2010年2月より同会会長に就任、2012年まで務めた。
2018年2月28日付で定年の為、調教師を引退。引退を控え最終週となった同24日に中山第2競走3歳未勝利で管理馬シャイニーロケットが1着となりJRA通算800勝を達成、自らの引退に花を添える形で有終の美を飾った。
引退後はデイリースポーツでGI開催日にコラム「名門三代目尾形充弘元調教師のGIレクチャー」を連載。2021年6月29日、農林水産省より農林水産大臣表彰を受賞した。2022年、旭日双光章受章。

## 調教師成績
|                    | 日付           | 競走名             | 馬名               | 頭数 | 人気 | 着順 |
| ------------------ | -------------- | ------------------ | ------------------ | ---- | ---- | ---- |
| 初出走             | 1982年10月2日  | -                  | バーターホース     | -    | -    | 2着  |
| 初勝利             | 1982年10月17日 | -                  | バーターホース     | -    | -    | 1着  |
| 重賞初出走・初勝利 | 1982年11月14日 | 東京障害特別（秋） | ラッキータウロ     | 10頭 | 2    | 1着  |
| GI初出走           | 1984年4月29日  | 天皇賞（春）       | ダイナフランダース | 19頭 | 11   | 16着 |
| GI初勝利           | 1997年12月7日  | 朝日杯3歳S         | グラスワンダー     | 15頭 | 1    | 1着  |

### 主な管理馬
- ラッキータウロ（1982年東京障害特別・秋）
- ヨロズハピネス（1983年日刊スポーツ賞金杯）
- メジロアイガー（1988年東京大障害）
- スピークリーズン（1989年京成杯、函館記念）
- メジロマスキット（1989年中山大障害・秋、東京障害特別・秋）
- エアジョーダン（1992年共同通信杯4歳ステークス）
- ヒガシマジョルカ（1992年函館記念）
- トウショウフェノマ（1994年新潟3歳ステークス）
- グラスワンダー（1997年朝日杯3歳ステークス 1998年有馬記念 1999年宝塚記念、有馬記念など重賞7勝）
- ブラックタキシード（1999年セントライト記念）
- グラスボンバー（2005年福島記念）
- ニシノナースコール（2009年エンプレス杯）
- ハンソデバンド（2010年共同通信杯）
- ケイアイエレガント（2014年福島牝馬ステークス、2015年京都牝馬ステークス[8]）
- ツクバアズマオー（2017年中山金杯）

## 表彰記録
- 優秀調教師賞（関東）6回（1983年、1989年、1997-1999年、2005年）

## 主な厩舎所属者
※太字は門下生。括弧内は厩舎所属期間と所属中の職分。
- 伊藤正徳（1982年-1987年 騎手）
- 菊川正達（1988年-1993年 騎手）
- 沢昭典（1990年-1999年 騎手）
- 臼井武（1997年-2018年 調教助手）
- 柄崎将寿（2001年-2005年 騎手）